# Гаваев, Николай Тихонович
Никола́й Ти́хонович Гава́ев (26 января 1922, Лобаски, Симбирская губерния — 10 ноября 2005, Саранск) — советский хозяйственный, государственный и политический деятель; Председатель Верховного Совета Мордовской АССР, второй секретарь Мордовского обкома КПСС (1971—1985).

## Биография
Родился в селе Лобаски. Окончил Лобаскинскую начальную и Смирновскую семилетнюю школы, в 1941 году — Саранское педагогическое училище.
25 июня 1941 года был призван в ряды Красной Армии, окончил Чебоксарскую военную авиационную школу первоначального обучения, затем — Борисоглебскую военную авиационную школу пилотов-истребителей, где после учёбы служил политработником. Демобилизован в декабре 1945 года. Член ВКП(б) с мая 1946 года.
Работал заместителем председателя Ладской промысловой артели, с мая 1946 года — заведующим отделом кадров и оргработы Ладского райкома ВЛКСМ. С апреля 1947 года — второй секретарь Ромодановского райкома комсомола, с декабря 1947 по 1948 год — инструктор отдела кадров Мордовского обкома ВЛКСМ. С 1 июля 1950 года, по окончании областной партийной школы, — секретарь по кадрам и оргинструкторской работе Мордовского обкома ВЛКСМ. В 1953 году заочно окончил исторический факультет Мордовского педагогического института.
С февраля 1954 года — инструктор, затем заместитель заведующего отделом партийных органов Мордовского обкома КПСС, с декабря 1956 — второй секретарь Козловского райкома партии. С 1959 года, по окончании Высшей партийной школы, — второй, с 1960 — первый секретарь Большеберезниковского райкома КПСС; был избран членом Мордовского обкома КПСС и членом бюро по сельскому хозяйству.
С 1963 года — секретарь парткома Ромодановского производственного колхозно-совхозного управления, с 1965 — первый секретарь Ромодановского райкома КПСС. Одновременно окончил заочную аспирантуру Академии общественных наук при ЦК КПСС.
С января 1968 года — заведующий отделом науки и учебных заведений Мордовского обкома КПСС, с февраля 1971 по 1985 год — второй секретарь Мордовского обкома КПСС.
Был избран депутатом Верховного Совета Мордовской АССР, с 1971 года — Председателем Верховного Совета Мордовской АССР; депутатом (от Мордовской АССР) Верховного Совета РСФСР 9-го (1975—1980), 10-го и 11-го созывов.
В 1985 году вышел на пенсию; работал научным сотрудником Мордовского НИИ языка, литературы, истории и экономики.
Умер 10 ноября 2005, похоронен на кладбище № 2 Саранска.

## Научная деятельность
В 1967 году в Академии общественных наук при ЦК КПСС защитил диссертацию на соискание учёной степени кандидата экономических наук.
Основные направления исследований — внедрение внутрихозяйственного расчёта в сельскохозяйственное производство в условиях перехода к рыночным отношениям.
Автор 30 научных работ, в том числе 4 монографий.

### Избранные труды
- Гаваев Н. Т. По пути специализации. — Саранск : Морд. кн. изд-во, 1967. — 79 с.
- Гаваев Н. Т. Специализация и рациональное сочетание отраслей сельскохозяйственного производства : (На матер. колхозов Ромодановского района Мордов. АССР) : Автореф. дис. … канд. экон. наук / Акад. обществ. наук при ЦК КПСС. Кафедра экон. наук. — М., 1967. — 20 с.
- Гаваев Н. Т. Хозрасчет и подряд в условиях самофинансирования. — Саранск : Мордов. кн. изд-во, 1990. — 158 с.
- Гаваев Н. Т., Водолазский П. М. Экономическая учеба в клубах Мордовии. — Москва : Сов. Россия, 1975. — 48 с. — (Библиотечка «В помощь сельскому клубному работнику»; [№ 1])
- Гаваев Н. Т., Симонов А. Ю. Хозрасчет и аренда в условиях перехода к рынку. — Саранск : Морд. кн. из-во, 2001. — 132 с.
- Кижваткин Н. Ф., Никиточкин Г. Д., Березин А. И. Сельское хозяйство Мордовии в десятой пятилетке / [Сост. и общ. ред. канд. экон. наук Н. Т. Гаваева]. — Саранск : Мордов. кн. изд-во, 1976. — 398+16 с.
- Экономические методы хозяйствования — важнейшее условие перестройки : [Сб. ст / Сост. и отв. ред. Н. Т. Гаваев]. — Саранск : Морд. кн. изд-во, 1990. — 191 с. — (Труды / НИИ яз., лит., истории и экономики при Совете Министров Морд. АССР ; Вып. 98). — (Серия экономики).

## Награды
- Медаль «За победу над Германией в Великой Отечественной войне 1941—1945 гг.»
- три ордена Трудового Красного Знамени:
  - «за достигнутые успехи в повышении урожайности, увеличения производства и заготовок сахарной свеклы» (1965)
  - «за успехи, достигнутые в развитии сельского хозяйства, выполнении пятилетнего плана продажи государству продуктов земледелия и животноводства» (1971)
  - «за успехи, достигнутые во Всесоюзном социалистическом соревновании и проявленную трудовую доблесть в выполнении принятых обязательств по увеличению производства и продажи государству зерна и других продуктов земледелия» (1973)
- заслуженный экономист Республики Мордовия
- Почётный гражданин Республики Мордовия (2002)[2].

## Комментарии
1. 1 2  Ныне — в Атяшевском районе Мордовии, Россия.